# セフィキシム
セフィキシム(Cefixime)は多数の細菌感染症の治療に効果的な抗生物質である。このセフィキシムで治療できる細菌感染症は中耳炎、レンサ球菌咽頭炎、肺炎、尿路感染症、淋病、ライム病などがあげられる。淋病は一般的に一回の投与で効果が診られる。米国では淋病の治療にはまずセフトリアキソンが使用され、第二選択療法にセフィキシムが使用される。投与法は経口である。
よくある副作用は下痢、腹痛、吐き気である。重度の副作用はアレルギー反応やクロストリジウム・ディフィシル腸炎である。重度のペニシリンアレルギーの患者への投与は勧められない。妊娠中の患者への投与は比較的安全とされる。セフィキシムは第三世代セファロスポリンに分類される医薬品である。その作用は細菌の細胞壁の合成を阻害することにより細菌が死ぬ。
セフィキシムが米国で医薬品として承認されたのは1989年である。世界保健機関の必須医薬品リストに掲載される最も効果的で安全な医療制度に必要な医薬品である。米国では後発医薬品としては入手できない。開発途上国での卸値は1投与約$0.26～$2.09米ドルである。2015年の米国での一貫の治療費は約$100～$200米ドルである。